# Димитрий (Шиолашвили)
Митрополит Дими́трий (груз. მიტროპოლიტი დიმიტრი, в миру Давид Шотаевич Шиолашвили, груз. ნოდარ (ჭაბუკა) შოთას ძე შიოლაშვილი; род. 16 февраля 1961, Мцхета) — епископ Грузинской православной церкви, митрополит Батумский и Лазский.

## Биография
Племянник католикоса-патриарха всея Грузии Илии II. Будущий патриарх, тогда ещё в пресвитерском сане, крестил младенца Давида восьми дней отроду в монастыре Самтавро в Мцхете.
В 1979—1982 годы обучался во Мцхетской духовной семинарии, а затем, до 1986 года — в Московской духовной академии, которую закончил со степенью кандидата богословия. Его диссертация была посвящена ранней истории Грузинской Церкви.
По благословению католикоса-патриарха Илии II 28 июля 1985 года он был рукоположен во диакона, а 12 января 1986 года — во священника.
Первым место его служения стал Никольский храм в Батуми. В 1987 году его перевели в Кахетию, в кафедральный собор святого Георгия, где он пробыл девять месяцев. Затем в 1987—1988 году направили в Тбилиси, где отец Давид служил в Анчисхати и преподавал литургику в духовной академии.
13 мая 1989 года был возведен в сан протоиерея и вновь переведен в Батуми, в возрождающийся кафедральный собор Рождества Богородицы. Вдобавок к нему тогда здесь были лишь две церкви и один монастырь. Назначение отца Димитрия ознаменовало начало духовного возрождения края, возвращения к Православию. В 1989 году был открыт Схалтский монастырь и крещены тысячи местных жителей, исповедовавших на тот момент ислам. В 1991 году 13 мая за один день крестили пять тысяч мусульман и атеистов. В том же году открылась духовная гимназия Андрея Первозванного, первая церковная средняя школа СССР, ректором которой 14 октября был назначен отец Давид, а также было открыто духовное училища в Хуло.
В 1993 году была учреждена духовная семинария Иоанна Богослова, в которой отец Давид был назначен ректором с 14 сентября. В следующем году появился дом милосердия для пожилых людей. К этому времени отец Давид стал митрофорным протоиереем.
В 1996 году 25 октября он принял монашеский постриг, на следующий день был возведен в сан архимандрита, а через две недели, 8 ноября, патриарх Илия II поставил его во епископа Батумского.
В 2003 году был возведен в сан архиепископа Батумского и Схалтского, а 3 июня 2007 — митрополита Батумского и Кобулетского. В декабре 2007 года к Батумской епархии была присоединена историческая Лазетия, после чего он стал титуловаться Батумским и Лазским.
30 апреля 2009 года Священный Синод Грузинской Православной Церкви также определил его управляющим грузинскими приходами в Северной Америке.
4 июня 2014 года освобождён от управления приходами в Северной Америке в связи с образованием самостоятельной Северо-Американской епархии.

## Награды
- Орден «За заслуги» II степени (Украина, 27 июля 2013 года) — за значительный личный вклад в развитие духовности, многолетнюю плодотворную церковную деятельность и по случаю празднования на Украине 1025-летия крещения Киевской Руси[1].